# Oberheldrungen
Oberheldrungen est une commune allemande de l'arrondissement de Kyffhäuser, Land de Thuringe.

## Géographie
Oberheldrungen se situe entre la Schmücke et la Hohe Schrecke. Le Helderbach passe sur son territoire.
La commune comprend le quartier de Harras.
|           | Heldrungen     | Nausitz           |
| Gorsleben | Oberheldrungen | Hauteroda Kölleda |
| Hemleben  | Beichlingen    |                   |

## Histoire
Oberheldrungen est mentionné pour la première fois en 874.
L'activité la plus importante du village fut l'exploitation de la potasse. La Kaliwerk Gewerkschaft Heldrungen II, aussi connue sous le nom de "puits Anna", se situe en dessous d'Oberheldrungen. Le fonçage commence en 1902 et dure deux ans. L'extraction de la carnallite se fait en 1905 par la méthode des chambres et piliers. La mine ferme en 1924.

## Personnalités liées à la commune
- Cathlen Gawlich (née en 1970), actrice de doublage.